# Макс фон Шиллінгс
Макс фон Шиллінгс (нім. Max von Schillings; 1868 Дюрен — 1933, Берлін) — німецький композитор, диригент, театральний режисер і музичний педагог; член Націонал-соціалістичної робітничої партії; брат фотографа Карла Георга Шиллінгса. Автор опери «Мона Ліза».

## Біографія
Макс Шиллінгс народився 19 квітня 1868 року в місті Дюрен (Північний Рейн-Вестфалія), недалеко від кордону з Бельгією та Нідерландами. Закінчив гімназію в Бонні, де крім іншого взяв перші професійні уроки музики у К. Брамбаха і О. Ф. Кенігслева .
Вивчав право, філософію, літературу й історію мистецтв в університеті Мюнхена, але Ріхард Штраус, побачивши в ньому величезний талант, переконав молоду людину присвятити своє життя музиці.
Серед творів написаних Шиллінгсом до Першої світової війни найбільш відомі опери «Ingwelde» (1894) і «Der Pfeiffertag» (1899); симфонічний пролог до «Oedipus», симфонічні фантазії «Meergruss», «Seemorgen», «Zwiegespr äch», «Abenddä mmerung».
У 1908 році Шиллінгс працював в місті Штутгарті у Вюртембергського князя в чині генерал-музик-директора, який і подарував йому титул дворянина.
З 1910 по 1920 рік обіймав посаду голови Всенімецької музичної спілки.
У жовтні 1911 року він був призначений почесним доктором філософії на філософському факультеті в Університеті міста Гейдельберга.
У 1919 році Макс фон Шиллінгс диригував Берлінським філармонічним оркестром на прем'єрі скрипкового концерту Курта Аттерберга.
З 1919 по 1925 рік Шиллінгс — головний диригент Берлінської державної опери.
Починаючи з 1926 року Шиллінгс керував музичними «Лісовими фестивалями» в Сопоті.
З 1932 року до самої смерті займав посаду президента Прусської академії мистецтв в Берліні.
Макс фон Шиллінгс помер 24 липня 1933 року в столиці Третього рейху місті Берліні. Разом зі Штраусом і Тюйє Шиллінгс вважався центральною фігурою Мюнхенської композиторської школи.
Шиллінгс відомий і як музичний педагог, серед його найбільш відомих учнів: Пауль фон Кленау, Вільгельм Фуртвенглєр і Роберт Хегер, який в середині XX століття очолив Вищу школу музики і театру в місті Мюнхені.

## Особисте життя
1 жовтня 1892 року Макс Шиллінгс одружився зі своєю кузиною Кароліною (нім. Kusine Caroline Josefa Peill) проте в 1923 році вони розлучилися.
11 червня 1923 року в Шарлоттенбурзі Шиллінгс знову вступив в шлюбний союз разом з оперною співачкою Барбарою Кемп (нім. Barbara Kemp; 1881—1959).

## Деякі твори

### Опери
- «Інгвельде» (1894, Карлсруе),
- «День музиканта» (1899, Шверін; 2-га ред. 1931, Берлін),
- «Молох» (1906, Дрезден),
- «Мона Ліза» (1915, Штутгарт)[6].

На честь опери Шиллінгса «Інгвельде» та її героїні названий астероїд (561) Інгвельда, відкритий в 1905 році німецьким астрономом Максом Вольфом.